# バイオウェア
バイオウェア (BioWare) は、カナダのコンピュータゲーム開発会社である。
1995年の設立以降、コンピュータRPGの開発に特化している。2007年、米エレクトロニック・アーツ社（「EA」）に買収された。
複数の開発スタジオがあり、カナダにはBioWare Edmonton、BioWare Montrealがある。BioWare Austin、BioWare Mythic、BioWare San Francisco、BioWare Sacramentoは米国、BioWare Victoryは米国と中国にスタジオがある。
設立当初はパソコンゲームが中心だったが、後にはコンシューマーゲームとのマルチプラットフォームの開発を行っている。

## 歴史

### 設立
BioWareは、レイ・ミュジカとグレッグ・ゼスチャックが、オーガスティン・イップ、トレントとブレントのオスター兄弟、ゼスチャックのいとこのマーセルと共に設立した。設立メンバーの内、ミュジカとゼスチャックはアルバータ大学の医学部を卒業したばかりで、学校で使用するためのプログラミングの経験があった。彼らはイップと共に医療シミュレーションプログラムを作成していた。3人は普通にコンピュータゲームでも遊んでいたが、最終的には自分たちでゲームを開発することにした。医療分野での成功は、彼らに会社設立の資金をもたらした。3人は最初のゲームを開発するための資金を集め、10万ドルが用意できた。会社は1995年2月1日に法人化されたが、正式には同年5月22日に発足した。

### 1990年代
彼らの最初のゲーム『Shattered Steel』（『SS』）は、『バトルテック』のゲームのように、コンセプトデモとしてスタートした。このデモは10社のパブリッシャに提出され、そのうち7社からオファーがあった。『SS』は、最終的にInterplay Entertainmentと発売契約が結ばれた。トレント兄弟は、当時BioWareを離れてPyrotek Studiosを設立し、『SS』の開発を続けたが、1年後に解散し、BioWareに戻ってゲームを完成させた。『SS』は、IGNでは「まともな売り上げ」で「控えめな成功」と評された。2つの特筆すべき点は、変形可能な地形（プレイヤーの武器によるダメージでクレーターが発生する）と、ゾーンダメージ（適切な銃撃でマウントされた武器を敵から撃ち落とすことができる）であった。『SS』の続編が1998年に計画されたが、実現することはなかった。
BioWareの創業者とスタッフは、コンピュータRPGとテーブルトークRPGの両方に強い関心を持っていた。そのため、彼らの次の開発プロジェクトはロールプレイングゲームに決定した。Interplayが「探索的開発」に資金を提供した時、BioWareはパブリッシャに『Battleground: Infinity』と呼ばれるデモを提示した。Interplayは、Strategic Simulations社から取得したダンジョンズ&ドラゴンズ（「D&D」）のライセンスには、デモされたゲームエンジンが適していると提案した。その結果、『Infinity』はD&Dのルールセットに沿って作り直された。
これが後に『Baldur's Gate』（『BG1』）となり、約3年の開発期間を経て完成した。この間、医業を続けていた3人の内、ミュジカとゼスチャックはプロジェクトの最後の年に医学から離れ、フルタイムの開発に専念した。一方、イップは医業を続けることにした。『BG1』は発売後200万本以上を売り上げ、『ディアブロ』とほぼ同数の売り上げを記録した。Infinity Engineは『Planescape: Torment』や『Icewind Dale』シリーズにも使用された。『BG1』の拡張パック『Tales of the Sword Coast』にも使用されている。

### 2000年代
この時点で、BioWareはアクションジャンルへの回帰を決意した。当初は『SS』の続編を開発することを考えていたが、最終的にはShiny Entertainmentの『MDK』の続編を開発することになった。 『MDK2』はPC、ドリームキャスト、そしてPlayStation 2でも発売され、BioWareはコンシューマーゲームの開発を初めて経験した。 『MDK2』は前作と同レベルの評価を得たが、成功にも拘わらず、BioWareは次のプロジェクトのために『Baldur's Gateシリーズ』(『BGシリーズ』)に戻った。
『Baldur's Gate II: Shadows of Amn』（『BG2』）は、『BG1』の発売から2年後の2000年に発売された。『BG2』は200万本を売り上げ、シリーズ1作目に匹敵する売り上げを記録した。しかし、『BG2』と『MDK2』の成功だけでは、Interplayの財務を安定させるには十分ではなかった。 その後、BioWareは後にAtari SAに社名変更されたInfogramesと提携するようになった。 『Neverwinter Nights』(『NWN』)は当初Interplayが発売する予定だったが、同社はゲームのライセンスをアタリに、D&Dのライセンスの一部をBioWareに譲渡してしまった。AtariにD&Dのライセンスを売却した後、BioWareは『Star Wars: Knights of the Old Republic』(『SW:KotOR』)と『ジェイド エンパイア 〜翡翠の帝国〜』を開発した。同社はInterplay Entertainment、Infogrames、そして新たにAtari、ルーカスアーツ、Microsoftとパブリッシング契約を結んでいた。
その後数年の間に、BioWareは企業としていくつもの変化が見られた。2005年11月には、BioWareとPandemic Studiosが提携することが発表され、private equity fundのElevation Partnersが出資した。しかし、2007年10月11日、この新しいパートナーシップ（VG Holding Corp.）がElectronic Arts(EA)に買収されたことが発表された。これにより、BioWareはEAの一部門となったが、独自のブランドは維持された。
2007年、BioWareはSFロールプレイングゲーム『Mass Effect』（『ME1』）を開発した。翌年、BioWareはニンテンドーDS用の『ソニッククロニクル 闇次元からの侵略者』を開発し、これは初の携帯型ゲーム用タイトルだった。その後、EAはBioWareをEAの別部門であるMythic Entertainmentと統合し、RPGの開発を1つの事業部門に集約することを発表した。
2008年にEAの一部としてMMORPGグループが成長したことで、BioWareの元々の本拠地であるエドモントン以外にも、3つのスタジオがBioWareグループに追加された。最初のスタジオはテキサス州オースティンに、業界のベテランであるゴードン・ウォルトンとリチャード・ヴォーゲルが率いるStar Wars: The Old Republic MMORPGプロジェクトのために設立された。2009年3月2日、BioWareは必要に応じて既存のプロジェクトを支援するために、ケベック州モントリオールに新しいスタジオを開設したと発表した。 2009年には、ヴァージニア州フェアファックスに拠点を置くMythic EntertainmentがRPG/MMOグループの一員となり、後に2010年初頭にBioWare Mythicに改名された。
2009年6月24日、EAは、ロールプレイングおよび多人数参加型オンラインゲーム開発の再編を発表し、Mythic EntertainmentとBioWareの両方を含む新しいグループに移行した。新たに設立された「BioWare Group」のグループジェネラルマネージャーには、BioWareの共同創業者でジェネラルマネージャーのミュジカが任命された。BioWareのもう一人の共同創業者であるゼスチャックは、新たに設立されたMMORPGスタジオグループのグループクリエイティブオフィサーに就任した。ロブ・デントンはミュジカの下でMythicのジェネラルマネージャーに就任し、後に新グループのグループオペレーションオフィサーに就任した。BioWareのスタジオには変更はなく、ミュジカへの報告は引き続き行われた。そして2009年の末、BioWareは非常に高い評価を受けたファンタジーRPG『Dragon Age: Origins』（『DA:O』）を開発した。

### 2010年代
2010年1月、BioWareは『ME1』の続編である『Mass Effect 2』（『ME2』）を開発する。これは批評家から絶賛され、多くの賞も受賞した。2011年には、アイルランドのゴールウェイに新しいカスタマーサービスオフィスを開設することを発表した。BioWareは2011年から2012年にかけて、3つの主要なゲームを完成させた。MMORPGの『Star Wars: The Old Republic』は、BioWareが『スター・ウォーズシリーズ』に貢献した前作をベースにしており、2008年10月21日に発表されたが、BioWareは前年10月にルーカスアーツとの不特定多数の新規コラボレーションについて言及していた。 他の2作は、『DA:O』の続編である『Dragon Age II』と、『ME2』の続編である『Mass Effect 3』（『ME3』）である。
2012年3月にリリースされた『ME3』では、多くのプレイヤーから「3部作の結末について開発者の約束が果たされていない」という不満の声が上がった。これらの批判に応えて、BioWareは4月5日にリリース後のコンテンツ制作のスケジュールを変更し、オリジナルのエンディングを拡張し、最も一般的な批判点に対処するダウンロードコンテンツ「Extended Cut」をリリースすると発表した。「Extended Cut」は2012年6月26日に無料ダウンロード版としてリリースされた。 この論争の余波を受け、フォーブスの寄稿者であるエリック・ケインは「業界にとっては健全な結果となり、ゲーマーと開発者、パブリッシャの関係に新たな一章を開くことになるかもしれない。」とし、「ファンの苦情に向かい合ったBioWareとEAの決断は、ゲーマーに『自分たちは質の高いゲームをプレイする権利があり、それを求めるのは悪いことではない』と認識させた"注目すべき"選択である」と評価している
。
2012年9月18日、『Dragon Ageシリーズ』(『DAシリーズ』)3作目の『Dragon Age: Inquisition』が正式発表された翌日、BioWareの共同創業者であるミュジカとゼスチャックの2人が同時にゲーム業界からの引退を発表した。正式な責任者が不在のまま約1年が経過した後、EAは2013年9月9日にマシュー・ブロムバーグをBioWareレーベルのグループジェネラルマネージャーに任命した。元Major League GamingのCEO兼社長であるブロムバーグは、2012年からBioWare Austinのジェネラルマネージャーを務めていたが、昇進後はジェフ・ヒックマンがBioWare Austinのジェネラルマネージャーに就任した。アーリン・フリンは引き続きBioWare Canada（エドモントンとモントリオール）の責任者、ジョン・ヴァン・カネゲムはVictory GamesとWaystone Studio（共にBioWareレーベルの一部）の責任者を務めている。
ルーカスアーツを買収・解体したウォルト・ディズニー・カンパニーは、2013年5月、「すでにスター・ウォーズシリーズのために開発を進めているBioWareに加えて」EAが将来のスター・ウォーズのゲームを制作することを発表した。2013年11月には、『Mass Effectシリーズ』(『MEシリーズ』)の次作のティザーイメージが公開された。E3 2014で、BioWare Edmontonは既存シリーズの継続に加え、新たな”無名の”IPに取り組んでいることを発表した。 もう1つの新規IPである『Shadow Realms』は、4人対1人の非対称型オンラインアクションRPGで、ゲームズコム 2014で発表された。2015年2月9日、BioWare Austinは『Shadow Realms』の開発を継続しないことを発表した。
『MEシリーズ』のクリエイターであるケイシー・ハドソンは2014年5月にBioWareを去り、一方で『SW:KotOR』と、『ME1』と『ME2』のシナリオライターであるドリュー・カーピシンは、2015年に復帰した。 『DAシリーズ』のシナリオライターであるデイヴィッド・ゲイダーは2016年1月にBioWareを去り、『Mass Effect: Andromeda』(『ME:A』)の開発に重要な役割を果たしたクリス・ウィンとクリス・シュラーフは、それぞれ2015年12月と2016年2月にBioWareを去った。 Failbetter Gamesの共同創業者であり、『Dragon Age: The Last Court』のクリエイティブディレクターを務めたアレクシス・ケネディは、2016年9月に "BioWare初のゲストライター"として参加した。
2016年9月13日、EAはBioWare Studios、EA Mobile、Maxisで構成されるEA Worldwide Studiosの設立を発表し、DICEの共同創設者パトリック・ソダーランドが率いることが明らかになった。同時に、EA MobileとMaxisの責任者であるサマンサ・ライアンがBioWare Studiosの新責任者に就任した（アーリン・フリンはBioWare Canadaの責任者として残った。）。 2017年3月にリリースされた『ME:A』は、『ME3』の時ほどではないが論争の的となり、発売前からの厳しい批評から始まり、専門誌やファンダムのいまいちな反応など、シリーズの過去作からも売上が落ちていることが明らかになった。このような状況を受けて、EAは『MEシリーズ』全体を凍結し、BioWare Montréalを主要な開発チームからサポートチームに格下げし、後にEA Motiveに統合したと報じられている。
2017年6月10日に開催されたEAのEA Play pre-E3のプレスカンファレンスにおいて、BioWareは新作アクションRPG『ANTHEM』の情報を明らかにしたが、以前に『ME1』や『ME2』を手掛けたBioWareのストーリーライター、ドリュー・カーピシンが参加していることが明らかになった。 2017年7月、BioWareのジェネラルマネージャーのアーリン・フリンが退社することが発表され、2014年に同社を退社したケイシー・ハドソンが、新たなGMとしてBioWareに復帰した。『ジェイド エンパイア』や『Dragon Age』に関わった、クリエイティブディレクターのマイク・レイドローは、2017年10月に同社に14年在籍したBioWareからの退社を発表した。『BGシリーズ』、『NWN』、『SW:KotOR』と、『ジェイド エンパイア』、『Dragon Age』のリードデザイナーを務めたジェイムズ・オーレンは、2018年7月に22年間在籍したスタジオを退社した。
2019年9月24日、BioWareがカルガリー・トレイルの旧所在地からエドモントンのダウンタウンにあるEpcor Towerに移転したことが発表された。

### 2020年代
2020年11月7日、2012年にBioWareが『MEシリーズ』の「worldwide celebration」として初めて宣言した日に、『Mass Effect Legendary Edition』(『MELE』)が発表された。
2020年12月3日、ハドソンと『DAシリーズ』のエグゼクティブ・プロデューサーであるマーク・ダラーの両名が、スタジオからの離脱を発表した。EAは、『Mass Effect』と『Dragon Age』のゲームの作業は引き続きスタジオで継続すると述べた。
2020年12月10日、The Game Awardsで『Mass Effect』の次回作のティザートレーラーが公開された
。
2021年5月14日、『MELE』が、Microsoft Windows、PlayStation 4、Xbox Oneシリーズで発売された。
2023年8月23日、BioWareの開発者約50人にレイオフが行われた。
2024年10月31日、『DAシリーズ』第4作『ドラゴンエイジ: ヴェイルの守護者』（『DA:VG』）が発売された。レビュー集計サイトMetacriticによると、このゲームはWindows版とPlayStation 5版では批評家から「概ね好意的」な評価を受け、Xbox Series X/S版では「普遍的な称賛」を受けた。『DA:VG』は、Metacritic上で「Woke」、「DEI」、「プロパガンダ」、「アジェンダ主導」であるとしてユーザーからレビュー爆撃を受け、同プラットフォームは声明を発表、ガイドラインに違反するユーザーレビューを削除した。『DA:VG』は、プレイヤーキャラクターがトランスジェンダーであることを認める最初のBioWareゲームである。2024年11月7日、つまり「N7 Day」に、BioWareは『MEシリーズ』にインスパイアされたいくつかのコスチュームをゲームに追加するパッチをリリースした。
2024年10月下旬、『DA:VG』のリリース後、クリエイティブ・ディレクターのジョン・エプラーはRolling Stone誌とのインタビューで、BioWareの関心は「完全に次の『Mass Effect』に移っている」と述べた。
Amazon MGMスタジオは2024年11月7日、2021年後半から交渉が開始されていた『Mass Effect』のTVシリーズが制作中であることを正式に確認した。BioWareのエグゼクティブ・プロデューサーであるマイケル・ギャンブルは、TVシリーズのエグゼクティブ・プロデューサーも務める。

## 開発タイトル
| タイトル                               | 発売日                                                                      | プラットフォーム                                                                | 発売元                                                                                | 備考             |
| -------------------------------------- | --------------------------------------------------------------------------- | ------------------------------------------------------------------------------- | ------------------------------------------------------------------------------------- | ---------------- |
| Shattered Steel                        | (NA)1996年9月27日 (EU)1996年9月                                             | (1996)MS-DOS (1997)Mac OS                                                       | Interplay Entertainment                                                               | [ 注 3 ]         |
| Baldur's Gate                          | (NA)1998年12月21日 (EU)1998年12月 (AU)1999年 (JP)1999年1月30日              | (1998)Windows (2000)Mac OS                                                      | Interplay Entertainment                                                               | [ 注 4 ]         |
| MDK2                                   | (NA)2000年3月31日 (EU)2000年5月12日                                         | (2000)ドリームキャスト/Windows (2001)PlayStation 2 (2011)Wii                    | Interplay Entertainment                                                               |                  |
| Baldur's Gate II: Shadows of Amn       | (NA)2000年9月21日 (AU)2000年9月28日 (EU)2000年9月29日 (JP)2000年10月11日    | (2000)Windows (2001)Mac OS                                                      | Black Isle Studios Interplay Entertainment                                            |                  |
| Neverwinter Nights                     | (NA)2002年6月18日 (EU)2002年6月28日 (AU)2002年7月3日 (JP)2003年3月20日      | (2002)Windows (2003)Linux/Mac OS X (2019)PlayStation 4/Xbox One/Nintendo Switch | Infogrames MacSoft                                                                    |                  |
| Star Wars: Knights of the Old Republic | (NA)2003年7月16日 (EU)2003年9月12日 (AU)2003年9月19日                       | (2003)Xbox/Windows (2004)Mac OS X (2013)iOS (2014)Android                       | ルーカスアーツ                                                                        |                  |
| ジェイド エンパイア 〜翡翠の帝国〜     | (NA)2005年4月12日 (EU)2005年4月22日 (AU)2005年5月19日 (JP)2005年6月16日     | (2005)Xbox (2007)Windows (2008)Mac OS X (2016)iOS/Android                       | (Xbox)Xbox Game Studios (PC)2K Games (Mac OS)TransGaming (iOS/Android)Electronic Arts | [ 注 6 ]         |
| Mass Effect                            | (NA)2007年11月20日 (AU)2007年11月22日 (EU)2007年11月23日 (JP)2009年5月21日  | (2007)Xbox 360 (2007)Windows (2012)PlayStation 3                                | Microsoft Game Studios                                                                |                  |
| ソニッククロニクル 闇次元からの侵略者  | (AU)2008年9月25日 (EU)2008年9月26日 (NA)2008年9月30日 (JP)2009年8月6日      | (2008)ニンテンドーDS                                                            | セガ                                                                                  |                  |
| Mass Effect Galaxy                     | (WW)2009年6月22日                                                           | (2009)iOS                                                                       | Electronic Arts                                                                       |                  |
| Dragon Age: Origins                    | (NA)2009年11月3日 (AU)2009年11月5日 (EU)2009年11月6日 (JP)2011年1月27日     | (2009)PlayStation 3/Xbox 360/Windows/Mac OS X                                   | Electronic Arts                                                                       | [ 注 7 ]         |
| Mass Effect 2                          | (NA)2010年1月26日 (AU)2010年1月28日 (EU)2010年1月29日 (JP)2011年1月13日     | (2010)Windows/Xbox 360 (2011)PlayStation 3                                      | Electronic Arts                                                                       |                  |
| Dragon Age II                          | (NA)2011年3月8日 (AU)2011年3月10日 (EU)2011年3月11日 (JP)2012年2月2日       | (2011)Windows/Mac OS X/PlayStation 3/Xbox 360                                   | Electronic Arts                                                                       |                  |
| Dragon Age Legends                     | (WW)2011年3月16日                                                           | ウェブブラウザ                                                                  |                                                                                       |                  |
| Star Wars: The Old Republic            | AS)2012年3月1日                                                             | Windows                                                                         | Electronic Arts                                                                       |                  |
| Mass Effect 3                          | (NA)2012年3月6日 (AU)2012年3月8日 (EU)2012年3月9日 (JP)2012年3月15日        | (2012)PlayStation 3/Xbox 360/Windows/Wii U                                      | Electronic Arts                                                                       |                  |
| Warhammer Online: Wrath of Heroes      | 2013年3月29日(オープンベータオフライン)                                     | Windows                                                                         | Electronic Arts(予定)                                                                 | 正式版キャンセル |
| Command & Conquer: Generals 2          | 2013年10月29日(開発中止発表日)                                              | Windows(予定)                                                                   | Electronic Arts(予定)                                                                 | 開発キャンセル   |
| Dragon Age: Inquisition                | (NA)2014年11月18日 (AU)2014年11月20日 (EU)2014年11月21日 (JP)2014年11月27日 | (2014)Windows/PlayStation 3/Xbox 360/PlayStation 4/Xbox One                     | Electronic Arts                                                                       |                  |
| Shadow Realms                          | 2015年2月9日(開発中止発表日)                                                | (2017)Windows/PlayStation 4/Xbox One(予定)                                      | Electronic Arts(予定)                                                                 | 開発キャンセル   |
| Mass Effect: Andromeda                 | (NA)2017年3月21日 (EU)2017年3月23日 (AU)2017年3月23日                       | (2017)PlayStation 4/Xbox One/Windows                                            | Electronic Arts                                                                       |                  |
| ANTHEM                                 | (WW)2019年2月22日                                                           | (2019)PlayStation 4/Xbox One/Windows                                            | Electronic Arts                                                                       |                  |
| Mass Effect Legendary Edition          | (WW)2021年5月14日                                                           | (2021)PlayStation 4/Xbox One/Windows                                            | Electronic Arts                                                                       | [ 注 10 ]        |
| ドラゴンエイジ: ヴェイルの守護者       | (WW)2024年10月31日                                                          | (2024)PlayStation 5/Xbox Series X/S/Windows                                     | Electronic Arts                                                                       |                  |